# Vakhtang II av Georgien
Vakhtang II av Georgien, död 1292, var en georgisk monark. Han var kung i kungariket Georgien mellan 1289 och 1292.